# Agana (Essen)

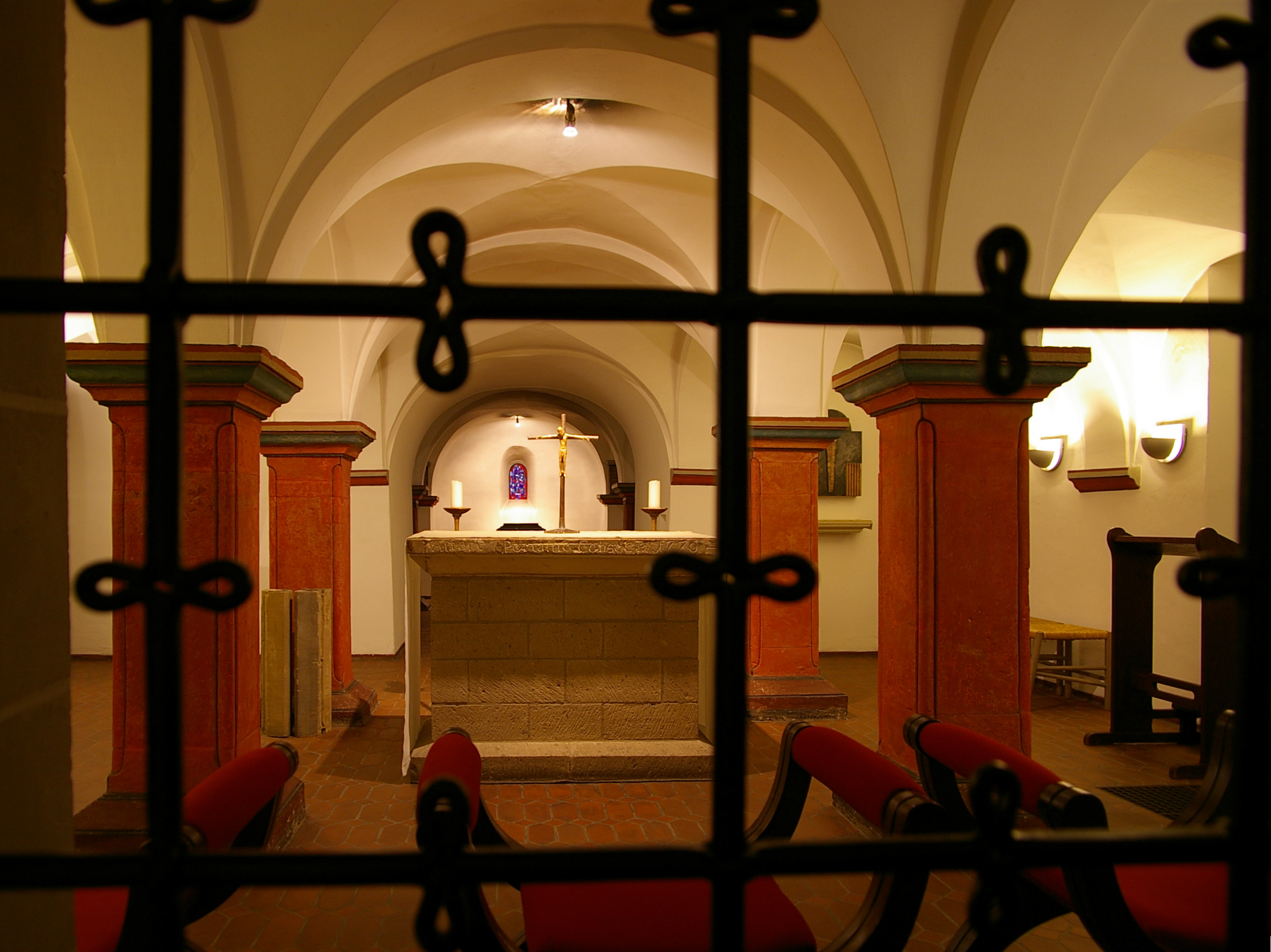
Die Innenkrypta des Essener Münsters wird Agana zugeschrieben.

Agana war Äbtissin des Stifts Essen im 10. Jahrhundert. Ihre exakten Lebensdaten sind nicht bekannt, nach einer Eintragung im Essener Nekrolog starb sie am 17. November eines dort nicht genannten Jahres. Agana gilt als Erbauerin der ersten Krypta des Essener Münsters.